# Astillé
Astillé est une commune française, située dans le département de la Mayenne en région Pays de la Loire, peuplée de 887 habitants.
La commune fait partie de la province historique du Maine, et se situe dans le Bas-Maine.

## Géographie
La commune fait partie du canton de Cossé-le-Vivien et est rattachée à la communauté de communes du Pays de Craon.

### Communes limitrophes
| Courbeveille    | Ahuillé                       | Montigné-le-Brillant, Nuillé-sur-Vicoin |
| Cossé-le-Vivien | Astillé                       | Nuillé-sur-Vicoin                       |
| Cossé-le-Vivien | Cosmes, Quelaines-Saint-Gault | Quelaines-Saint-Gault                   |

### Climat
Pour des articles plus généraux, voir Climat des Pays de la Loire et Climat de la Mayenne.
En 2010, le climat de la commune est de type climat océanique altéré, selon une étude du CNRS s'appuyant sur une série de données couvrant la période 1971-2000. En 2020, Météo-France publie une typologie des climats de la France métropolitaine dans laquelle la commune est exposée à un climat océanique et est dans une zone de transition entre les régions climatiques « Bretagne orientale et méridionale, Pays nantais, Vendée » et « Moyenne vallée de la Loire ».
Pour la période 1971-2000, la température annuelle moyenne est de 11,3 °C, avec une amplitude thermique annuelle de 13,8 °C. Le cumul annuel moyen de précipitations est de 766 mm, avec 12,5 jours de précipitations en janvier et 6,9 jours en juillet. Pour la période 1991-2020, la température moyenne annuelle observée sur la station météorologique de Météo-France la plus proche, sur la commune de Cossé-le-Vivien à 5 km à vol d'oiseau, est de 12,0 °C et le cumul annuel moyen de précipitations est de 796,1 mm,. Pour l'avenir, les paramètres climatiques de la commune estimés pour 2050 selon différents scénarios d'émission de gaz à effet de serre sont consultables sur un site dédié publié par Météo-France en novembre 2022.

## Urbanisme

### Typologie
Au 1er janvier 2024, Astillé est catégorisée bourg rural, selon la nouvelle grille communale de densité à sept niveaux définie par l'Insee en 2022.
Elle est située hors unité urbaine. Par ailleurs la commune fait partie de l'aire d'attraction de Laval, dont elle est une commune de la couronne,. Cette aire, qui regroupe 66 communes, est catégorisée dans les aires de 50 000 à moins de 200 000 habitants,.

### Occupation des sols
L'occupation des sols de la commune, telle qu'elle ressort de la base de données européenne d’occupation biophysique des sols Corine Land Cover (CLC), est marquée par l'importance des territoires agricoles (96,4 % en 2018), une proportion sensiblement équivalente à celle de 1990 (96,6 %). La répartition détaillée en 2018 est la suivante : 
terres arables (52,5 %), prairies (35,4 %), zones agricoles hétérogènes (8,5 %), forêts (1,9 %), zones urbanisées (1,7 %). L'évolution de l’occupation des sols de la commune et de ses infrastructures peut être observée sur les différentes représentations cartographiques du territoire : la carte de Cassini (XVIIIe siècle), la carte d'état-major (1820-1866) et les cartes ou photos aériennes de l'IGN pour la période actuelle (1950 à aujourd'hui).

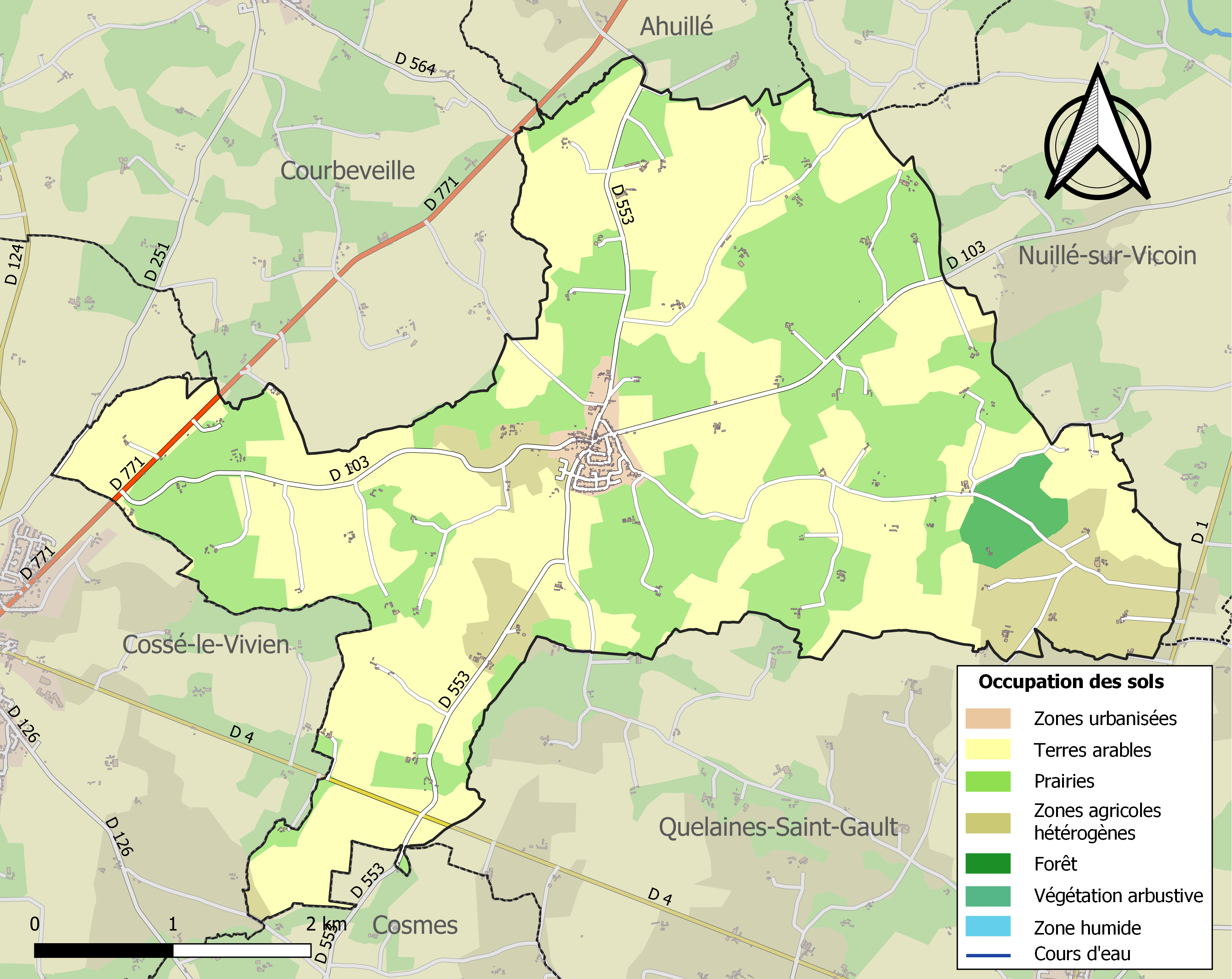
Carte des infrastructures et de l'occupation des sols de la commune en 2018 (CLC).

## Toponymie
Les formes anciennes nous renseignent sur ce toponyme gallo-romain que nous retrouvons en l'an 1080 sous la forme Hastiliacum, puis avec un Hastiliaco au XIe siècle. L'an 1184, dans une bulle de Lucius III, abbé de la Roë, nous laisse voir un In Parrochia Astillei parmi les formes anciennes de ce toponyme.
Le gentilé est Astilléen.

## Histoire
Les deux cantons de la paroisse avaient leur mouvance distincte.
Sous l’Ancien Régime :
- le canton du bourg relevait du comté de Laval. La paroisse appartenait au comté de Laval. ;
- la canton du « Ressort » était en litige :
  - Selon les uns[évasif], le « Ressort » serait passé des d'Anthenaise aux Chamaillard, aux Cheorchin, aux Quatrebarbes, enfin aux La Tour-Landry et aux barons de Terchant. Guy Ier de Laval-Loué, seigneur de Montjean, 1407, et Jean de Landivy, son successeur en 1444, relevaient de Laval pour leurs terres et châteaux de Montjean et de Cossé. Ils se prétendirent à la fois suzerains et propriétaires.
  - Selon les autres[évasif], le « Ressort » était une partie du fief de la baronnie de Craon. Christophe de La Tour, en Anjou, de Clervaux, de Bourmont, protesta, prétendant que ses ancêtres, seigneurs de la Motte-Sorchin, étaient fondateurs du prieuré et de l'église, et qu'il avait droit à y mettre « ses armes en litre ».

Louis XI, les renvoya devant la cour du Mans, tandis qu'André de Laval voulait que l'affaire fût jugée en cour de Laval. André de Laval fit peindre sa litre autour de l'église.
Vers la fin du XVIIe siècle, Charles-Claude Goyon, seigneur de Terchant, proteste contre la démolition de poteaux à ses armes, à Cossé et à Ruillé. La rivalité durait encore au XVIIIe siècle. Les comtes de Laval et les barons de Terchant, au XVIIe siècle et au XVIIIe siècle, eurent de longues rivalités au sujet de leurs droits réciproques.
Le duc de la Trémoille comprend la ville et la prévosté de Cossé dans son aveu de Laval, 1674 ; il y a un fermier des droits de coutume et étalage, En 1724, il prend le titre de seigneur patron dans la cérémonie de bénédiction et même dans l'inscription d'une cloche, 1749. Le Clerc de Terchant se plaint en 1743 de ce que les officiers du comté « fassent lever la billette au bourg de Cossé, les jours de foires et de marché », et de fait les halles lui appartenaient.
Victor Hugo a fait une halte dans la commune au bois de la Saudraie. Il retrace d’ailleurs cette traversée dans son livre Quatrevingt-treize qui évoque la Révolte vendéenne et la Chouannerie

## Politique et administration
Le conseil municipal est composé de quinze membres dont le maire et quatre adjoints.

## Population et société

### Démographie
L'évolution du nombre d'habitants est connue à travers les recensements de la population effectués dans la commune depuis 1793. Pour les communes de moins de 10 000 habitants, une enquête de recensement portant sur toute la population est réalisée tous les cinq ans, les populations de référence des années intermédiaires étant quant à elles estimées par interpolation ou extrapolation. Pour la commune, le premier recensement exhaustif entrant dans le cadre du nouveau dispositif a été réalisé en 2005.
En 2022, la commune comptait 887 habitants, en évolution de +2,42 % par rapport à 2016 (Mayenne : −0,73 %, France hors Mayotte : +2,11 %).
Au premier recensement républicain, en 1793, Astillé comptait 1 095 habitants, population jamais atteinte depuis.
| 1793  | 1800 | 1806 | 1821 | 1831 | 1836 | 1841 | 1846 | 1851 |
| ----- | ---- | ---- | ---- | ---- | ---- | ---- | ---- | ---- |
| 1 095 | 800  | 953  | 881  | 862  | 870  | 894  | 912  | 908  |

| 1856 | 1861 | 1866 | 1872 | 1876 | 1881 | 1886 | 1891 | 1896 |
| ---- | ---- | ---- | ---- | ---- | ---- | ---- | ---- | ---- |
| 951  | 954  | 910  | 848  | 812  | 797  | 789  | 791  | 756  |

| 1901 | 1906 | 1911 | 1921 | 1926 | 1931 | 1936 | 1946 | 1954 |
| ---- | ---- | ---- | ---- | ---- | ---- | ---- | ---- | ---- |
| 743  | 710  | 697  | 614  | 643  | 665  | 633  | 625  | 617  |

| 1962 | 1968 | 1975 | 1982 | 1990 | 1999 | 2005 | 2006 | 2010 |
| ---- | ---- | ---- | ---- | ---- | ---- | ---- | ---- | ---- |
| 539  | 488  | 469  | 506  | 521  | 547  | 669  | 695  | 791  |

| 2015 | 2020 | 2022 | - | - | - | - | - | - |
| ---- | ---- | ---- | - | - | - | - | - | - |
| 865  | 884  | 887  | - | - | - | - | - | - |

## Économie
Le village est situé au carrefour entre les principales villes mayennaise et du Pays de la Loire.
Les habitants bénéficient d'une école privée maternelle et primaire de la petite section au CM2.
Une boulangerie pâtisserie, un salon de coiffure et un garage.

## Lieux et monuments
- Église Saint-Étienne du XIe siècle. Une plaque funéraire du XVIIe siècle et une cloche du XVIIIe sont classées à titre d'objets aux Monuments historiques[23] ;
- Château de la Bréhonnière (XIXe siècle) ;
- Château de la Ragottière ;
- Ancien château de la Macheferrière ;
- Ancien château du Bourgeau ;
- Ancien château de la Saudraie.

## Activité et manifestations

### Sports
Le Football Club Astillé-Cosmes fait évoluer deux équipes de football en divisions de district.
L'Astilléen tennis de table permet la pratique du tennis de table (enfants et adultes) dans la salle de sport.
Asti'Bad est la dernière assoiciation sportive créée dans la commune. L'association permet à ses adhérents la pratique du badminton dans la salle de sport.

### Manifestations
- Soirée de l'école au mois d'octobre.
- Concours de belote au printemps organisé par l'école.
- Soirée tartiflette du ping-pong au printemps.
- Kermesse de l'école Saint-Joseph tous les ans au printemps[réf. nécessaire].
- Tournoi de football communal au mois de Juin, organisé par le FC Astillé-Cosmes.
- Les Ast'fêtes le premier week-end du mois de juillet (jeux intervillages) organisés par le comité des fêtes
- Le forum des associations début septembre.
- Le tournoi de palet, début septembre, organisé par le foyer des jeunes.

## Personnalités liées à la commune
- Pierre de Lancrau (mort en 1598), ecclésiastique, évêque de Lombez de 1566 à 1597 ;
- Jean-Louis Treton (1770 à Astillé - 1795), dit Jambe-d'Argent, chef chouan ;
- Albert Bruneau (1861-1894), vicaire à Astillé ;
- Norbert Métairie (né en 1946 à Astillé), homme politique, maire de Lorient.